# جورجي غليلاشفيلي
جورجي غليلاشفيلي (بالروسية: Гелашвили, Георгий Какоевич)‏ (و. 1983  م) هو لاعب هوكي الجليد، من روسيا، ولد في تشيليابنسك، يلعب كحارس مرمى ‏.

## روابط خارجية
- جورجي غليلاشفيلي على موقع دوري الهوكي للقارات (الإنجليزية)
- جورجي غليلاشفيلي على موقع EliteProspects.com (الإنجليزية)
- جورجي غليلاشفيلي على موقع Eurohockey.com (الإنجليزية)
- جورجي غليلاشفيلي على موقع HockeyDB.com (الإنجليزية)